# Halisiphonia megalotheca
Halisiphonia megalotheca is een hydroïdpoliep uit de familie Hebellidae. De poliep komt uit het geslacht Halisiphonia. Halisiphonia megalotheca werd in 1888 voor het eerst wetenschappelijk beschreven door Allman. 